# Гохман, Хаим Иегудович
Хаим Иегудович Гохман (21 января 1851 года в местечке Дрогичин Гродненской губернии — 1916 год в городе Одесса) — учёный-механик, учёный-математик, первый в России доктор прикладной математики еврейского происхождения, автор теории узлов в механике, принимавший участие в разработке теории зацеплений в механике.

## Биография
Хаим Иегудович Гохман родился 21 января 1851 года в местечке Дрогичин Гродненской губернии. В детстве обучался в еврейской школе, где и пристрастился к изучению математики. В 1866 году поступил в 3-й класс Херсонской гимназии. После её окончания в 1871 году поступил в Новороссийский университет на природоведческое отделение физико-математического факультета. По окончании обучения в 1876 году получил золотую медаль за сочинение «Аналитический метод решения вопроса о зацеплениях». Будучи студентом, изобрёл метод измерения глубины моря без помощи верёвки и продемонстрировал его на заседании Общества природоведов Новороссийского университета в 1873 году.
В 1877 году его оставили при университете стипендиатом для получения профессорского звания по кафедре прикладной математики. После успешной сдачи экзамена на степень магистра он в 1881 году уезжает на стажировку на два года за границу.
После возвращения в связи с тяжёлым материальным положением Хаим Иегудович работает в должности инспектора Житомирского Еврейского учительского (педагогического) института, которое занимает до закрытия института в 1886 году. В Житомире Хаим Гохман написал работу «Теория зацеплений, обобщённая и развитая путём анализа», которую защитил в Новороссийском университете как магистерскую диссертацию. В современной науке эта теория получила название «теория узлов». В этой работе некоторые важные вопросы теории зацепления получили впервые аналитическое разрешение.
В январе 1887 года Хаим Гохман назначается приват-доцентом Новороссийского университета по кафедре механики. В университете он преподавал прикладную механику, некоторые специальные отделы теоретической механики, черчение и теорию тяжести. Долгое время работал безвозмездно и лишь с 1894 года стал получать жалование. В 1887 года он приехал в Берлин, чтобы ознакомиться с математическим кабинетом Франца Рёло, который создал крупнейшую коллекцию моделей механизмов для обучения. В мае 1888 года Хаим Иегудович получил степень магистра прикладной математики.
В 1890 году за работу «Основы познания и созидания пар и механизмов» Гохман удостаивается степени доктора прикладной математики, таким образом, он становится первым в России евреем — доктором прикладной математики, тем не менее Гохман так и не получает за свою жизнь профессорского звания.
Чтобы иметь средства к существованию, Гохман открыл в Одессе частное училище, преобразованное в 1898 году в коммерческое училище, а с 1905 года его назначают директором этого училища, делая его государственным служащим с выплатой денежного содержания.
Одесский погром 1905 года привёл к опустошению еврейских учебных заведений в 1905—1906 годах, что потребовало закрытия училища, созданного Гохманом. Надорванный многолетней тяжёлой борьбой за существование, Гохман не был в состоянии пережить эти волнения, заболел тяжёлой неизлечимой формой умственного расстройства и уехал на лечение в Швейцарию.
После многих лет болезни Гохман вернулся к преподаванию в университете в 1915 году доктором, приват-доцентом прикладной математики. Однако здоровье его было подорвано непоправимо. Не прожив и года после возвращения в Одессу, он умер в 1916 году.
Основным направлением исследований Гохмана являлась механика механизмов и машин. Разрабатывал основы аналитической теории зацеплений, инженерные методы расчёта и проектирования зубчатых зацеплений, новые виды зацеплений, теории кинематических пар и цепей. Гохман (наряду с Теодором Оливье) считается основоположником теории пространственных зацеплений.

## Опубликованные работы
- 1876 год — сочинение «Аналитический метод решения вопроса о зацеплениях».
- 1880 год — «Вечный календарь».
- 1880 год — «К теории превращения обыкновенных дробей в десятичные».
- 1886 год — «Теория зацеплений, обобщённая и развитая путём анализа».
- 1889 год — «Об уравнении определённой подвижности и вытекающей из него классификации механизмов».
- 1890 год — «Кинематика машин».
- 1890 год — «Основы познания и созидания пар и механизмов».